# جانلوکا تیبرتی
جانلوکا تیبرتی (انگلیسی: Gianluca Tiberti؛ زادهٔ ۲۴ آوریل ۱۹۶۷) ورزشکار پنج‌گانه مدرن اهل ایتالیا است.
وی در مسابقات کشوری و بین‌المللی در مجموع برندهٔ ۱ مدال نقره، ۱ مدال برنز شده‌است.